# رميح بن محمد الرميح
رميح بن محمد الرميح رئيس الهيئة العامة للنقل في السعودية منذ عام 2016م، كما صدر أمر ملكي بتعيينه نائبا لوزير النقل والخدمات اللوجستية بالمرتبة الممتازة في يوليو 2022م. وتولّى العديد من المناصب من بينها رئاسة الشركة السعودية للخطوط الحديدية عام 2010م.

## التعليم
- حصل درجة البكالوريوس في الهندسة الكهربائية من جامعة الملك سعود.
- حصل على درجتي الماجستير والدكتوراه في الهندسة الكهربائية من جامعة كولورادو في الولايات المتحدة الأمريكية.
- حصل درجة الماجستير في إدارة الأعمال من جامعة ليستر البريطانية.[3]